# 김득환
김득환(金得煥	1961년 7월 9일 - )은 대한민국의 법조인이다.
1983년 사법시험에 합격하여 현재 서울중앙지법 형사항소1부의 부장판사로 근무하고 있다. 광주대동고등학교와 서울대학교를 졸업하였다.  세간의 주목을 끌었던 이상호 MBC 기자에 관련한 재판 및 김승연 한화회장 폭행사건을 담당했다.

## 주요 담당재판
- LG카드 대주주 미공개 정보 이용 주식 거래 사건
- 이상호 MBC기자의 X파일 보도 사건

무죄를 선고하였다.
- 김승연 한화회장 폭행사건

집행 유예와 사회봉사명령을 선고하였다.